# Diplobrachia belajevi
Diplobrachia belajevi är en ringmaskart som beskrevs av Ivanov 1960. Diplobrachia belajevi ingår i släktet Diplobrachia och familjen skäggmaskar. Inga underarter finns listade i Catalogue of Life.